# Samarkanda
Samarkanda (uzb. Samarqand, tadż. Самарқанд, pers. ‏سمرقند‎, ros. Самарканд) – miasto w Uzbekistanie, w Azji Środkowej, ok. 540 tys. mieszkańców (2019). Jedno z najludniejszych miast Uzbekistanu i stolica wilajetu samarkandzkiego. Ważny ośrodek przemysłowy i naukowy (6 szkół wyższych). W 2001 roku miasto zostało wpisane na listę światowego dziedzictwa UNESCO.
W Samarkandzie znajduje się obserwatorium astronomiczne wzniesione przez księcia Uług Bega. Zostało ono wyposażone w najlepsze w owym czasie przyrządy astronomiczne, w tym. m.in. wbudowany w ścianę 40-metrowy sekstant, który wykorzystywany był do wyznaczania momentów przejścia i wysokości ciał niebieskich.

## Etymologia
Nazwa miasta pochodzi prawdopodobnie od słów w języku sogdyjskim – asmara, czyli „kamień, skała”, oraz kand oznaczającego „fort, gród (miasto)”.

## Historia
Samarkanda jest jednym z najdłużej zamieszkanych miast świata. Starożytne miasto pod nazwą Marakanda powstało w VI wieku p.n.e. jako stolica satrapii sogdyjskiej pod panowaniem perskiej dynastii Achemenidów. W 329 r. p.n.e. miasto zostało zdobyte przez Aleksandra Wielkiego. Okres rozwoju nastąpił dzięki powstaniu szlaku jedwabnego, łączącego Europę i Chiny. Samarkanda stała się największym miastem Azji Środkowej.
W 712 roku została podbita przez Arabów, którzy wprowadzili religię islamską. W tym czasie stała się również centrum wytwarzania papieru, z którego papier zawędrował do Europy. Za panowania Abbasydów Arabowie uzyskali od chińskich jeńców wziętych do niewoli po bitwie nad rzeką Tałas w 751 roku tajemnicę produkcji papieru. W rezultacie w Samarkandzie powstała pierwsza w świecie arabskim papiernia.
Samarkanda była jednym z najważniejszych miast w państwach Samanidów i Karachanidów. W 1220 została zburzona przez Czyngis-chana. Jedynie niewielka część populacji miasta przetrwała najazdy mongolskie (zdziesiątkowano ludność o niemal 60 tys. mieszkańców). W latach 1369–1405 Samarkanda była stolicą rozciągającego się od Indii do Turcji państwa Timura. W ciągu 36 lat władca wzniósł nowe miasto i sprowadził do niego artystów i rzemieślników z całego imperium. Pod panowaniem Timurydów miasto odzyskało swoje dawne znaczenie i stało się jednym z najsłynniejszych ośrodków kultury, nauki i sztuki islamskiej. Największy rozkwit Samarkanda przeżywała w XV wieku za panowania Uług Bega, wnuka Timura. W porównaniu z poprzednimi dekadami, stabilna sytuacja państwa sprawiła, że Uług Beg zaczął inwestować jeszcze bardziej w rozwój naukowy i kulturalny swojej stolicy. Z jego inicjatywy wzniesiono obserwatorium astronomiczne i medresy – tradycyjne w świecie islamu szkoły wyższe.
Od połowy XVI wieku znajdowała się w granicach chanatu bucharskiego. Wraz z utratą rangi stolicy na rzecz Buchary rozpoczął się upadek miasta. Po najeździe wojsk Nadir Szacha w XVIII wieku miasto zostało opuszczone. W 1868 roku zostało zdobyte przez wojska rosyjskie i stało się częścią Rosji. Miasto zostało stolicą obwodu samarkandzkiego. Jego znaczenie wzrosło po wybudowaniu transkaspijskiego szlaku kolejowego, który dotarł do miasta w 1888 roku. W roku 1925 Samarkanda została stolicą Uzbeckiej Socjalistycznej Republiki Radzieckiej. Pięć lat później straciła to miano na rzecz Taszkentu.
Samarkanda była jednym z miejsc zesłań Polaków po powstaniu listopadowym i powstaniu styczniowym. Opisując czasy formowania Armii Andersa, Ksawery Pruszyński napisał o niej opowiadanie „Trębacz z Samarkandy”.

## Ważniejsze zabytki
- Mauzoleum Ruchabad z połowy XIV w. (najstarszy zachowany zabytek w mieście);
- meczet Bibi Chanum, wybudowany w latach 1394–1404 na zlecenie lub (według innych wersji) dla upamiętnienia zmarłej żony Timura; ze względu na znaczne rozmiary (wysokość kopuły 44 m, szerokość łuku iwanu 19 m) zaczął popadać w ruinę wkrótce po wzniesieniu i zawalił się w czasie trzęsienia ziemi w 1897 r.; po runięciu głównego iwanu w 1969 r. rozpoczęły się prace renowacyjne, które trwają do dziś;
- mauzoleum Bibi Chanum z XIV w., będące jedyną pozostałą do dziś częścią medresy Bibi Chanum, wznoszącej się niegdyś naprzeciw meczetu o tej samej nazwie;
- mauzolea Timurydów i ich dostojników w kompleksie cmentarnym Szah-i Zinda (dosł. Żyjący Król) z XIV–XV w., powstałym wokół przypuszczalnego miejsca spoczynku Muhammada Kusama Ibn Abbasa, kuzyna Mahometa; najsłynniejsze i najpiękniejsze grobowce to: mauzoleum Szad–i Mulk Aghi (1371–1383), grobowiec Chodży Ahmada (1361) oraz mauzoleum Alego Nasafiego (1386); do kompleksu prowadzi portal z 1435 r.;
- mauzoleum Gur-i Mir (dosł. Grobowiec Emira) z lat 1403–1405, w którym spoczywa Timur, jego dwaj synowie oraz dwaj wnukowie (w tym Uług Beg); pierwotnie kompleks budowli składał się z madrasy, chanaki oraz mauzoleum przeznaczonego dla Pir Muhammada – ulubionego wnuka Timura;
- ruiny obserwatorium astronomicznego Uług Bega z 1428/1429 r., zawierające ogromny sekstant;
- zespół architektoniczny Registan (dosł. Przysypany Piaskiem), obejmujący ogromy plac miejski otoczony z trzech stron przez:
  - po stronie zachodniej – medresę Uług Bega, ukończoną w 1420 r.; rozwiązania architektonicznie zastosowane w tej budowli (iwan wejściowy otoczony przez dwa minarety, sale wykładowe we wszystkich czterech rogach, dziedziniec z czterema niszami na przecinających się osiach) były kopiowane w innych medresach Azji Środkowej w XV – XVII w.;
  - po stronie wschodniej – medresę Szir Dar (dosł. Posiadająca Siłę Lwa lub Z Lwami; nazwa nawiązuje do unikatowego w świecie islamu zdobienia na fasadzie medresy – dwóch lwów), ukończoną w 1636 r.; budowla ta wyraźnie nawiązuje układem i wystrojem do medresy Uług Bega;
  - po stronie północnej – medresę Tillja Kari (dosł. Pokryta Złotem; nazwa nawiązuje do misternych zdobień wnętrza budynku: złoconych stiuków) z 1660 r.; budowla ta łączyła funkcje medresy i meczetu piątkowego.

## Gospodarka
W mieście rozwinął się przemysł maszynowy, chemiczny, spożywczy, jedwabniczy, skórzany, meblarski oraz materiałów budowlanych.

## Transport
- Stacja kolejowa
- Port lotniczy Samarkanda

## Współpraca
Miejscowości partnerskie Samarkandy:
- Antalya, Turcja
- Antiochia Margiańska, Turkmenistan
- Balch, Afganistan
- Banda Aceh, Indonezja
- Brema, Niemcy
- Chodżent, Tadżykistan
- Cuzco, Peru
- Delhi, Indie
- Eskişehir, Turcja
- Florencja, Włochy
- Gyeongju, Korea Południowa
- Izmir, Turcja
- Jurmała, Łotwa
- Kairuan, Tunezja
- Krasnojarsk, Rosja
- Lahaur, Pakistan
- Liège, Belgia
- Lwów, Ukraina
- Lyon, Francja
- Meksyk, Meksyk
- Niszapur, Iran
- Płowdiw, Bułgaria
- Rio de Janeiro, Brazylia
- Samara, Rosja
- Stambuł, Turcja
- Xi’an, Chińska Republika Ludowa